# Føroya Kommunufelag
Føroya Kommunufelag forkortet FKF (Færøernes Kommuneforening) var en interesseorganisation for de mindre og mellemstore bygdekommuner på Færøerne. Foreningen organiserede alle de kommuner, der ikke var medlemmer af Kommunusamskipan Føroya (KFS). Det drejede sig i foreningens sidste tid om 23 kommuner. Den 1. januar 2014 slog FKF og KFS sig sammen til  Kommunufelagið, der dermed omfatter alle Færøernes 30 kommuner.
Foreningen drev det fælleskommunale miljøkontor Agenda 21 stovan.

## Formænd
Ufuldstændig liste
- Asbjørn Djurhuus 2008–2014
- Rósa Samuelsen 2005–2008
- Jacob Vestergaard 2001–2003
- Heini O. Heinesen 1983–1985
- Vilhelm Johannesen 1977–1979
- Asbjørn Joensen 1966–1972